# Magdala (Niemcy)
Magdala – miasto w Niemczech, w kraju związkowym Turyngia, w powiecie Weimarer Land, wchodzi w skład wspólnoty administracyjnej Mellingen. W 2009 liczyło 1 974 mieszkańców.